# Атри (Терамо)
Атри (итал. Atri) је насеље у Италији у округу Терамо, региону Абруцо.
Према процени из 2011. у насељу је живело 5854 становника. Насеље се налази на надморској висини од 414 м.

## Становништво
Према резултатима пописа становништва 2011. у општини је живело 11.112 становника.
| 1931.  | 1936.  | 1951.  | 1961.  | 1971.  | 1981.  | 1991.  | 2001.  | 2011.  |
| ------ | ------ | ------ | ------ | ------ | ------ | ------ | ------ | ------ |
| 12.649 | 12.735 | 14.069 | 13.258 | 11.599 | 11.454 | 11.378 | 11.260 | 11.112 |

## Партнерски градови
- Конверсано
- Нардо
- Лече Неи Марси